# Anopheles griveaudi
Anopheles griveaudi är en tvåvingeart som beskrevs av Alexis Grjebine 1960. Anopheles griveaudi ingår i släktet Anopheles och familjen stickmyggor.
Artens utbredningsområde är Madagaskar. Inga underarter finns listade i Catalogue of Life.